# Стара Бингула
Стара Бингула је насеље у Србији у општини Сремска Митровица у Сремском округу. Према попису из 2022. било је 84 становника.

## Демографија
У насељу Стара Бингула живи 161 пунолетни становник, а просечна старост становништва износи 41,2 година (38,4 код мушкараца и 44,2 код жена). У насељу има 64 домаћинства, а просечан број чланова по домаћинству је 2,97.
Становништво у овом насељу веома је нехомогено, а у последња три пописа, примећен је пад у броју становника.
Село Стара Бингула се често меша са селом Пиштинци које је мало напуштено село које се налази у троуглу између Старе Бингуле, Нове Бингуле и Дивоша.
|  |

| Демографија | Демографија | Демографија |
| Година      | Становника  | Становника  |
| ----------- | ----------- | ----------- |
| 1948.       | 400         |             |
| 1953.       | 446         |             |
| 1961.       | 371         |             |
| 1971.       | 300         |             |
| 1981.       | 255         |             |
| 1991.       | 205         | 202         |
| 2002.       | 190         | 196         |

| Етнички састав према попису из 2002.‍ | Етнички састав према попису из 2002.‍ | Етнички састав према попису из 2002.‍ | Етнички састав према попису из 2002.‍ | Етнички састав према попису из 2002.‍ |
| ------------------------------------ | ------------------------------------ | ------------------------------------ | ------------------------------------ | ------------------------------------ |
|                                      |                                      |                                      |                                      |                                      |
| Срби                                 | Срби                                 |                                      | 58                                   | 30,52%                               |
| Хрвати                               | Хрвати                               |                                      | 55                                   | 28,94%                               |
| Словаци                              | Словаци                              |                                      | 32                                   | 16,84%                               |
| Русини                               | Русини                               |                                      | 23                                   | 12,10%                               |
| Југословени                          | Југословени                          |                                      | 6                                    | 3,15%                                |
| Мађари                               | Мађари                               |                                      | 3                                    | 1,57%                                |
| непознато                            | непознато                            |                                      | 0                                    | 0,0%                                 |

| Година пописа     | 1948. | 1953. | 1961. | 1971. | 1981. | 1991. | 2002. |
| ----------------- | ----- | ----- | ----- | ----- | ----- | ----- | ----- |
| Број домаћинстава | 100   | 110   | 94    | 78    | 80    | 64    | 64    |

| Број чланова      | 1  | 2  | 3 | 4  | 5 | 6 | 7 | 8 | 9 | 10 и више | Просек |
| ----------------- | -- | -- | - | -- | - | - | - | - | - | --------- | ------ |
| Број домаћинстава | 15 | 16 | 9 | 12 | 6 | 5 | 0 | 1 | 0 | 0         | 2,97   |

| Пол    | Укупно | Неожењен/Неудата | Ожењен/Удата | Удовац/Удовица | Разведен/Разведена | Непознато |
| ------ | ------ | ---------------- | ------------ | -------------- | ------------------ | --------- |
| Мушки  | 88     | 34               | 45           | 5              | 3                  | 1         |
| Женски | 80     | 11               | 44           | 23             | 2                  | 0         |
| УКУПНО | 168    | 45               | 89           | 28             | 5                  | 1         |

| Пол    | Укупно                    | Пољопривреда, лов и шумарство | Рибарство                            | Вађење руде и камена | Прерађивачка индустрија       |
| ------ | ------------------------- | ----------------------------- | ------------------------------------ | -------------------- | ----------------------------- |
| Мушки  | 74                        | 63                            | 0                                    | 0                    | 4                             |
| Женски | 26                        | 24                            | 0                                    | 0                    | 0                             |
| УКУПНО | 100                       | 87                            | 0                                    | 0                    | 4                             |
| Пол    | Производња и снабдевање   | Грађевинарство                | Трговина                             | Хотели и ресторани   | Саобраћај, складиштење и везе |
| Мушки  | 0                         | 3                             | 1                                    | 0                    | 1                             |
| Женски | 0                         | 0                             | 1                                    | 0                    | 0                             |
| УКУПНО | 0                         | 3                             | 2                                    | 0                    | 1                             |
| Пол    | Финансијско посредовање   | Некретнине                    | Државна управа и одбрана             | Образовање           | Здравствени и социјални рад   |
| Мушки  | 0                         | 0                             | 0                                    | 0                    | 0                             |
| Женски | 0                         | 0                             | 0                                    | 1                    | 0                             |
| УКУПНО | 0                         | 0                             | 0                                    | 1                    | 0                             |
| Пол    | Остале услужне активности | Приватна домаћинства          | Екстериторијалне организације и тела | Непознато            | Непознато                     |
| Мушки  | 0                         | 0                             | 0                                    | 2                    | 2                             |
| Женски | 0                         | 0                             | 0                                    | 0                    | 0                             |
| УКУПНО | 0                         | 0                             | 0                                    | 2                    | 2                             |